# St. Paul, Indiana
St. Paul är en ort på gränsen mellan Decatur County och Shelby County i delstaten Indiana, USA.